# Rena Agricole
Rena Sheryline Ranny Agricole, née le 20 avril 1995, est une haltérophile seychelloise.

## Carrière
Rena Agricole est médaillée de bronze à l'arraché, à l'épaulé-jeté et au total dans la catégorie des moins de 63 kg aux Championnats d'Afrique 2011 au Cap. 

## Famille
Elle est la sœur de l'haltérophile Clementina Agricole.